# Steven Culp
 (mars 2019).
Si vous disposez d'ouvrages ou d'articles de référence ou si vous connaissez des sites web de qualité traitant du thème abordé ici, merci de compléter l'article en donnant les références utiles à sa vérifiabilité et en les liant à la section « Notes et références ».
Pour les articles homonymes, voir Culp.
Steven Bradford Culp est un acteur américain, né le 3 décembre 1955 à La Jolla (Californie).

## Biographie
Steven Bradford Culp est né en Californie, d'un père officier de marine. Durant son enfance, ses parents divorcent et sa mère, Mary Ann Joseph, se remarie avec John Raymond Grabinsky. Steven fait ses études en Virginie. Il est diplômé en littérature anglaise et a également étudié à l'université d'Exeter au Royaume-Uni. En 1981, il obtient une maîtrise en beaux-arts à l'université Brandeis.
Steven est marié à Barbera Ayers avec qui il a eu deux enfants.
Steven est connu pour ses rôles récurrent d'agent de la CIA Clayton Webb dans la série télévisée  JAG (1997-2004) et du Major Hayes dans Star Trek: Enterprise (2003-2004). Ces deux personnages furent tués au cours de la même semaine lors du final de saison de ces deux séries (bien que le personnage de Webb revienne dans la saison suivante de JAG, ayant simulé sa mort pour les besoins d'une mission). 
En 2004, Steven est devenu le premier acteur à apparaître comme un personnage récurrent dans quatre séries télévisées différentes : À la Maison-Blanche (The West Wing), Star Trek : Enterprise, JAG et Urgences (ER)
Il a joué le rôle Rex Van de Kamp, mari de la perfectionniste Bree Van de Kamp, dans la série Desperate Housewives lors de la première saison. Une fois de plus, son personnage sera tué. Cependant, il fera une ré-apparition lors de plusieurs Flash-Back, et il remplace Mary Alice Young, le narrateur de la série pour l'épisode 16 de la troisième saison, « Le grand jeu ».

## Filmographie

### Cinéma
- 1989 : Cours d'anatomie (Gross Anatomy)[réf. nécessaire] : Jerry Fanning Forrester
- 1991 : Extrême poursuite (A Climate for Killing) : Fastgun
- 1991 : Dead Again : Invité à la fête
- 1993 : Jason va en enfer (Jason Goes to Hell: The Final Friday) : Robert Campbell
- 1993 : État second (Fearless) : médecin urgentiste
- 1996 : James et la Pêche géante (James and the Giant Peach) : le père de James
- 2000 : Nurse Betty : Friend #2
- 2000 : Treize jours (Thirteen Days) : Robert F. Kennedy
- 2002 : Le Club des empereurs (The Emperor's Club) : Martin Blythe plus âgé
- 2004 : Spartan : Gaines
- 2005 : The Sisters : Dr Harry Glass
- 2008 : Inside : prêtre Joe
- 2014 : Captain America : Le Soldat de l'hiver : Congressman P. Wenham
- 2017 : The Last Word de Mark Pellington : Sam Sherman

### Télévision
- 1982 : Another World : Tom Nelson (épisodes non répertoriés)
- 1983 - 1984 : On ne vit qu'une fois (One Life to Live) : Dr Danny « Dan » Wolek #4 (épisodes non répertoriés)
- 1988 : Lincoln : Johnny Hay
- 1989 : Taking a Stand
- 1992 : Quicksand: No Escape : Bartender
- 1993 : A Walton Thanksgiving Reunion : Jeff Dulaney
- 1993 : Les Feux de l'amour (The Young and the Restless) : Brian Hamilton (épisodes non répertoriés)
- 1995 : Donor Unknown : Joel
- 1996 : Beverly Hills 90210 : Mr. Dreesen
- 1996 : Un privé à Malibu : Garth Youngblood (1 épisode)
- 1996 : Norma Jean & Marilyn (TV) : Robert Kennedy
- 1997 - 2004 :  JAG : agent spécial Clayton Webb, de la CIA
- 1999 : Urgences : Dr Cameron
- 2000 : Arabesque: Le pacte de l'écrivain (Murder, She Wrote: A Story to Die For) : William Bassby
- 2000 : Ally McBeal : procureur Dixon (2 épisodes)
- 2001 : Comment fabriquer un monstre (How to Make a Monster) (TV) : Peter Drummond
- 2002 et 2003 : The Practice :  Alldredge Saison 6, épisode 15 "Bill et Superman" / Emmanuel Kupcheck Saison 7, épisode 21 "Baby love"
- 2003 - 2004 : À la Maison-Blanche : Jeff Haffley, speaker de la Chambre (saisons 5, 6 et 7)
- 2003 : Urgences : Dave Spencer (4 épisodes)
- 2003 : 24 : Ted Simmons
- 2004 - 2012 : Desperate Housewives : Rex Van de Kamp (personnage régulier durant la saison 1 puis apparitions variables selon les autres saisons)
- 2004 : Les Experts : lieutenant Mendez
- 2004 : Star Trek: Enterprise : major Hayes saison 3, 5 épisodes
- 2005 : Deck the Halls
- 2007 : Stargate Atlantis : Henry Wallace (saison 4, épisode 9)
- 2007 : Esprits criminels : Lester Serling (saison 3, épisode 19)
- 2007 : Numb3rs : Inspecteur Graham Larson (saison 3, épisode 16)
- 2008 : Saving Grace : Brad Gholston
- 2008 : Impact (téléfilm, 2008) (Opération Chaos en français, téléfilm en 2 parties) : le président des États-Unis
- 2008 : NCIS : Enquêtes spéciales : William Skinner (saison 5, épisode 6)
- 2008 : Mentalist : Morgan Tolliver (saison 1, épisode 1)
- 2008 : Médium : Arin Swenson (saison 4, épisode 4)
- 2009  : Cold Case : Affaires classées : Evan Price (saison 7, épisode 3)
- 2010 : Ghost Whisperer : Dave Walker (saison 5, épisode 12)
- 2012 : Drop Dead Diva : Bruce Forman (saison 4, épisode 2)
- 2012 : Body of Proof : Eric Greyson (saison 2, épisode 17)
- 2012 : Perception : John F. Kennedy (saison 1, épisode 9)
- 2012 : Grey's Anatomy : Docteur Parker (Saison 9, épisodes 1, 3, 4 et 5)
- 2013 - 2014 : Revolution : Edward Truman  (Saison 2)
- 2014 - 2017 : Harry Bosch : D.A Richard ' Rick ' O' Shea
- 2015 : Arrow : sénateur Clay (saison 3, épisode 17)
- 2015 : Zoo : Clayton Burke
- 2015 : Scream Queens : Clark Ulrich (Saison 1, épisode 13)
- 2016 : Code Black : Dr Desmond Leighton
- 2018 : Dynastie : Tim Myers
- 2019 : American Horror Story : 1984 : Mr. Thompson, le père de Brooke (Saison 9, épisode 2)
- 2020 : 9-1-1 : Henry Wallace (Saison 3, épisode 12)
- 2022 : The Resident : Mark Betz (Saison 6)
- 2024 : Tracker : Scott Palmer (saison 2, épisode 2)

### Voix françaises
En France, Georges Caudron a été la voix française régulière de Steven Culp.
| - Georges Caudron (* 1952-2022) dans : (les séries télévisées) - JAG - Desperate Housewives - Urgences - Au cœur du pouvoir - Miss Marple - Desperate Housewives - Boston Justice - Stargate Atlantis - The Closer : L.A. enquêtes prioritaires - Traveler : Ennemis d'État - Numb3rs - Mentalist - Impact - Médium - Les Experts : Miami - Ghost Whisperer - Burn Notice - The Defenders - The Chicago Code - Los Angeles, police judiciaire - Suspect numéro un New York - La Loi selon Harry - Body of Proof - Longmire - Drop Dead Diva - King and Maxwell - Grey's Anatomy - Revolution - Rush - Harry Bosch - Zoo - Murder - Arrow - Code Black - The Orville - The Last Ship | - Éric Legrand dans : (les séries télévisées) - Preuve à l'appui - Perception - Guy Chapellier dans : - James et la Pêche géante - Treize jours - Pierre Tessier dans : - Le Club des empereurs - 24 heures chrono (série télévisée) Et aussi - François Leccia (* 1948-2009) dans JAG (série télévisée, 1re voix) - Bruno Forget dans À la Maison-Blanche (série télévisée) - Éric Aubrahn dans Ally McBeal (série télévisée) - Pierre-François Pistorio dans Spartan - Jean-Claude Montalban dans Capitaine America : le soldat de l'hiver - François Dunoyer dans Dynastie (série télévisée) |